# Анфедон (Беотия)
Анфедон (др.-греч. Ἀνθηδών) — античный город в древней Беотии (Древняя Греция), располагавшийся на побережье Эвбейского залива, примерно в 15 километрах к западу от Халкиды, у подножия горы Мессапион. Он был членом Дельфийского союза и служил портом для Фив. В древние времена считалось, что один из мифических персонажей по имени Анфедон был его эпонимом.
Руины города находятся недалеко от современной деревни Лукисия.

## Упоминания в древности
Самое древнее упоминание о городе встречается в «Илиаде» Гомера, в каталоге кораблей, где ему дан эпитет «самый дальний», то есть самый географически удалённый город Беотии от северной оконечности Эвбейского залива.
Древние жители Анфедона приписывали себе происхождение от морского бога Главка, который, по преданию, изначально был уроженцем этих мест. Сохранившаяся древняя монета, ныне хранящаяся в Археологическом музее Халкиды, имеет на одной из сторон изображение Главка. Анфедонцы, в отличие от остальных жителей Беотии, были приписаны одним писателем к фракийцам (это неверное толкование; в данном случае Анфедон Фракийский — человек, а не Анфедон — город в Беотии). По сообщению Дикеарха анфедонцы были преимущественно моряками, корабельными мастерами и рыбаками, которые зарабатывали себе на жизнь торговлей рыбой, пурпуром (краской из морских раковин) и губками. Кроме того, он отметил, что его агора была окружена двойной стоа и засажена деревьями. Важным археологическим путеводителем по Анфедону может служить «Описание Эллады» Павсания, в котором сообщалось, что в центре города находилась священная роща Кабиров, окружавшая храм этих божеств, а рядом с ней размещался храм Деметры и Персефоны. Вне пределов города находился храм Диониса и место под названием «Прыжок Главка». Вино из Анфедона в древности имело добрую славу.
Гробницы Ифимедеи и её сыновей, Алоадов, также якобы находились в Анфедоне.